# Li Ting Lang
Li Ting Lang è un film muto del 1920 diretto da Charles Swickard.

## Trama
Negli Stati Uniti, Li Ting Lang è uno studente molto popolare e pieno di amici. Ma, quando comincia a frequentare Marion Halstead, una ricca signorina dell'alta società, tutti i suoi amici lo abbandonano e i due innamorati vengono isolati dagli altri. Li, per non rovinare la vita di Marion, le rende la sua libertà. Poco tempo dopo, dalla Cina arriva un emissario che ha il compito di riportare in patria Li anche contro la sua volontà. Dopo averlo drogato, lo fa imbarcare su una nave che parte alla volta della Cina. La sparizione di Li fa credere a tutti i suoi amici che lui si sia suicidato mentre invece il giovane, giunto nel suo paese, si trova nel pieno di una rivoluzione di cui ben presto diventa uno dei capi riconosciuti.
Sono passati alcuni anni. Marion si è sposata ed è in luna di miele in Oriente quando incontra di nuovo Li. Avendolo riconosciuto, si reca da lui, ma viene pedinata da un uomo che cerca di ucciderla per far cadere la colpa su Li. Il suo vecchio innamorato difende la donna dagli assalitori finché non arrivano a salvarli gli ex compagni di università. Marion è salva. I due si lasciano ancora una volta e lei riparte con il marito.

## Produzione
Il film fu prodotto dalla Haworth Pictures Corporation.

## Distribuzione
Il copyright del film riporta il titolo Traditions Altar.
Distribuito dalla Robertson-Cole Distributing Corporation, la pellicola uscì nelle sale cinematografiche statunitensi il 24 luglio 1920 in una versione di cinquanta minuti.
Copia della pellicola viene conservata negli archivi della Gosfilmofond.